# Église Saint-Pierre de Plougonver
Pour les articles homonymes, voir Église Saint-Pierre.
L'église Saint-Pierre est une église catholique située à Plougonver, en France.

## Localisation
L'église est située dans le département français des Côtes-d'Armor, sur la commune de Plougonver.

## Historique
L'édifice est inscrit au titre des monuments historiques en 1926.

### Extérieur

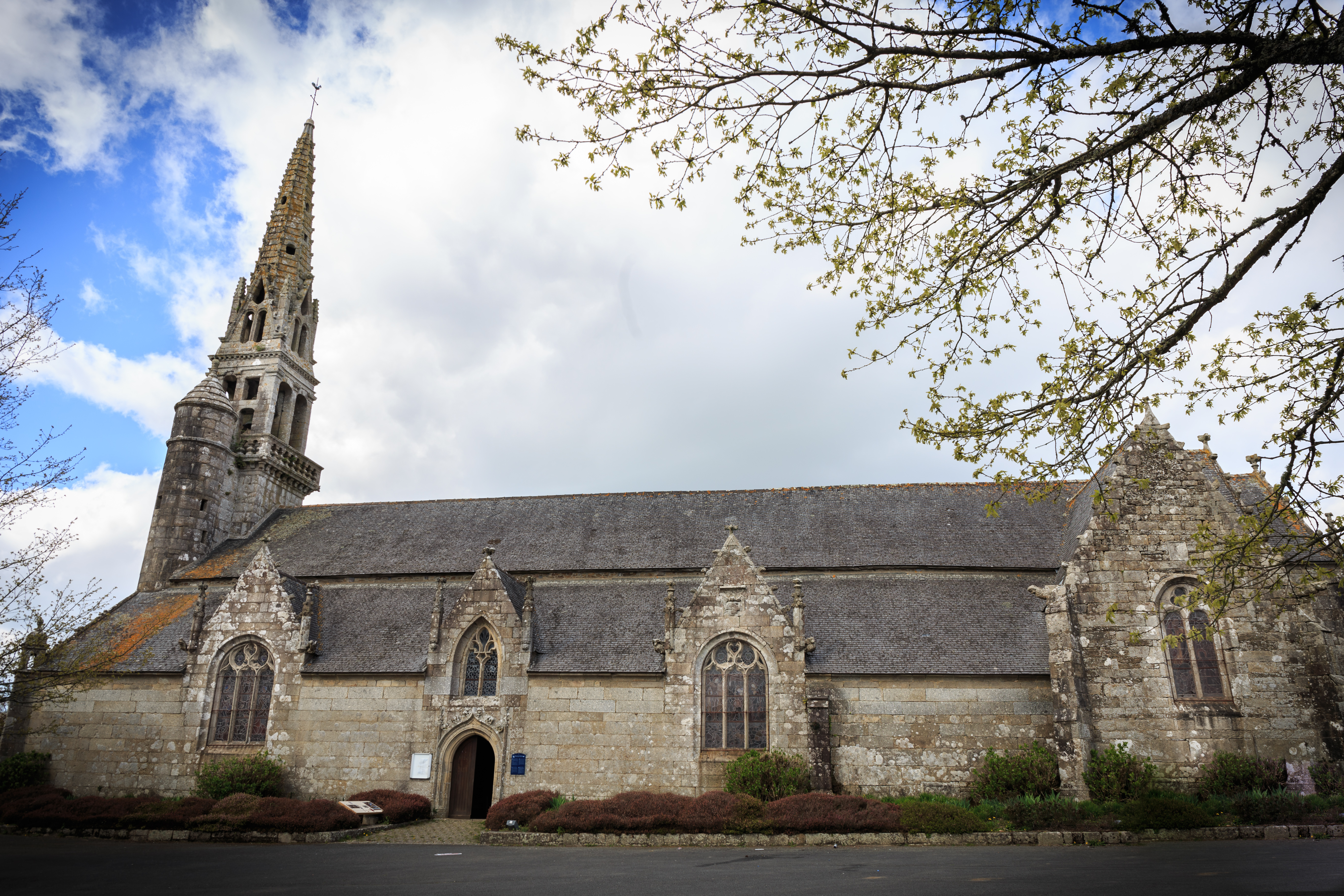
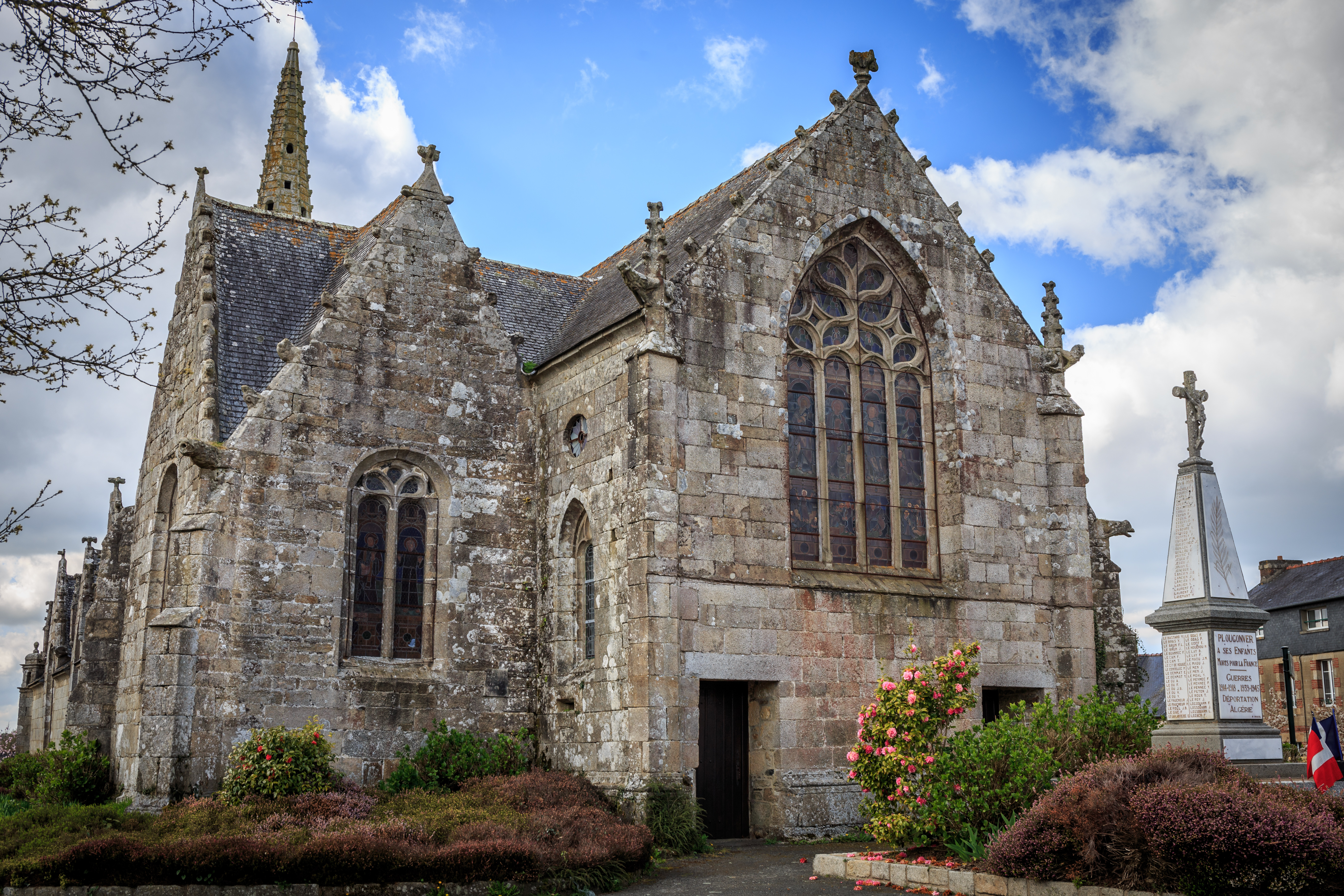
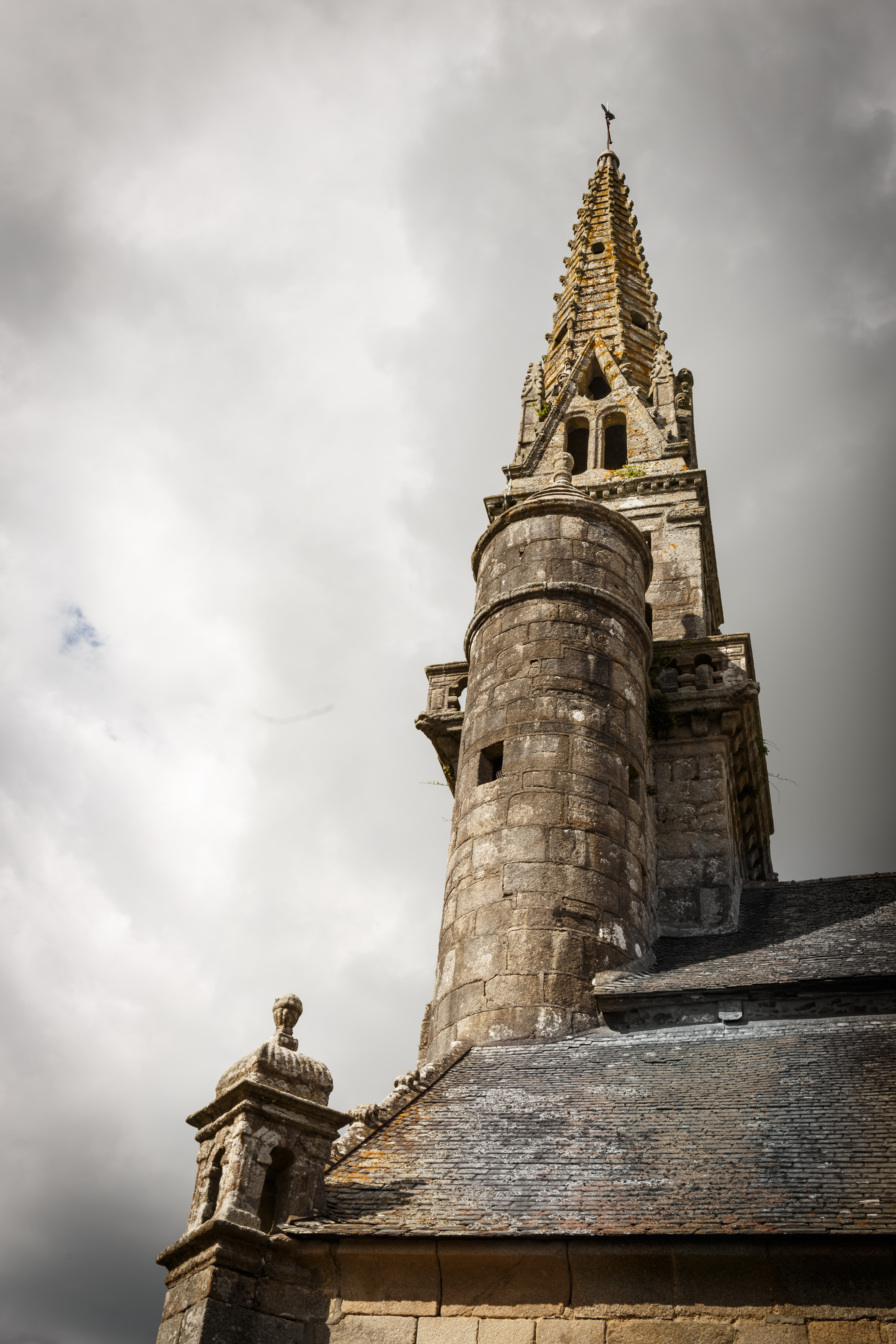
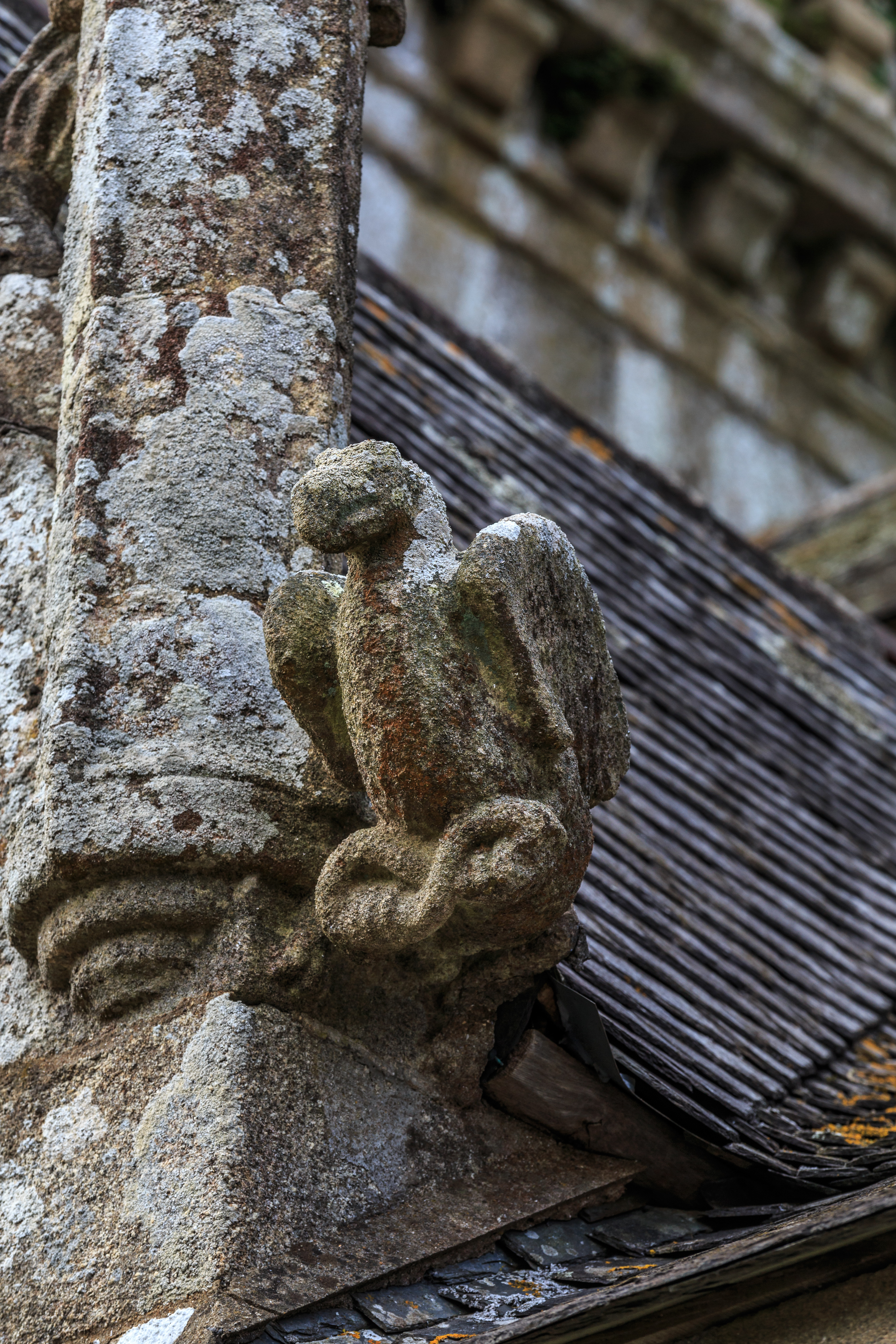

### Intérieur

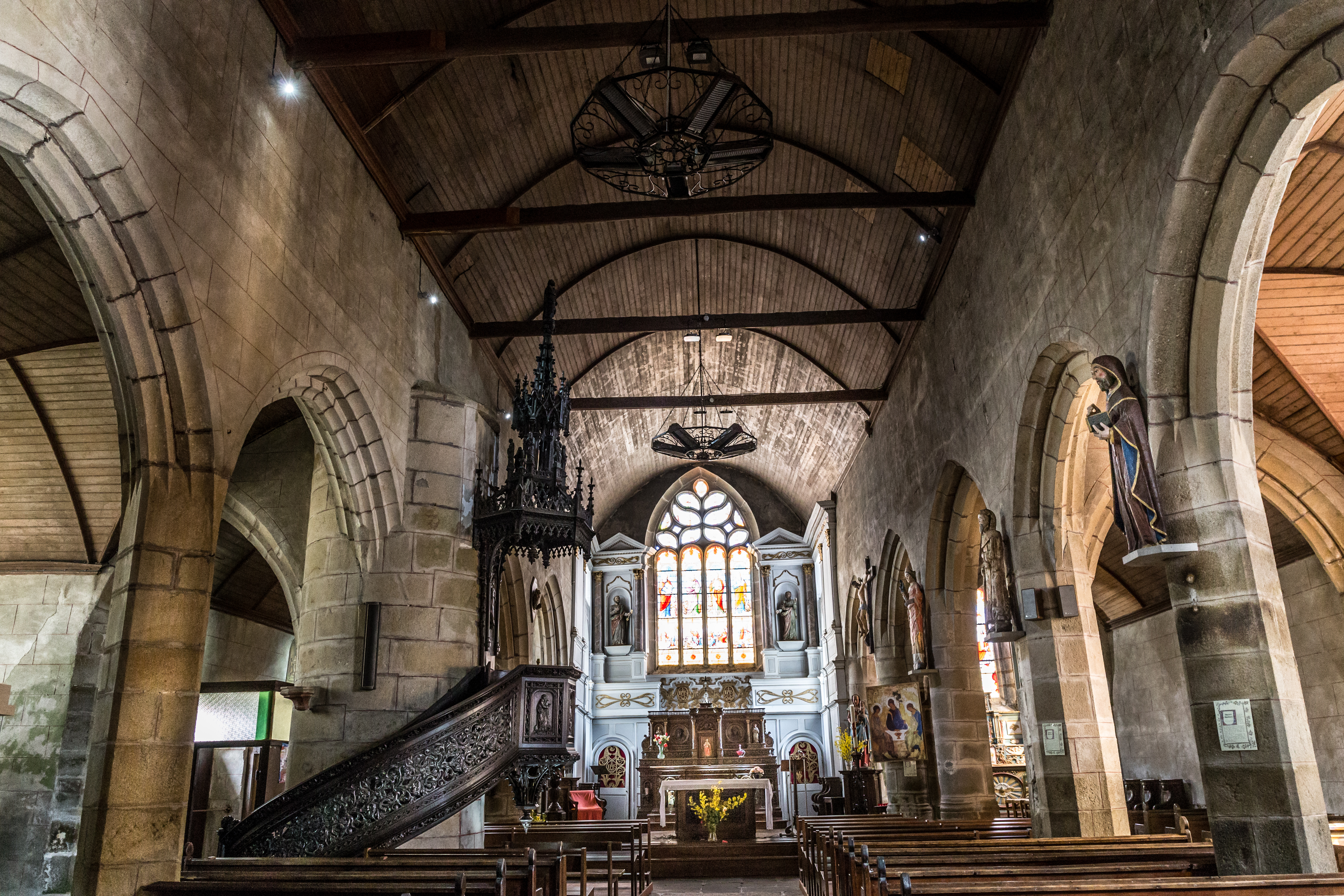
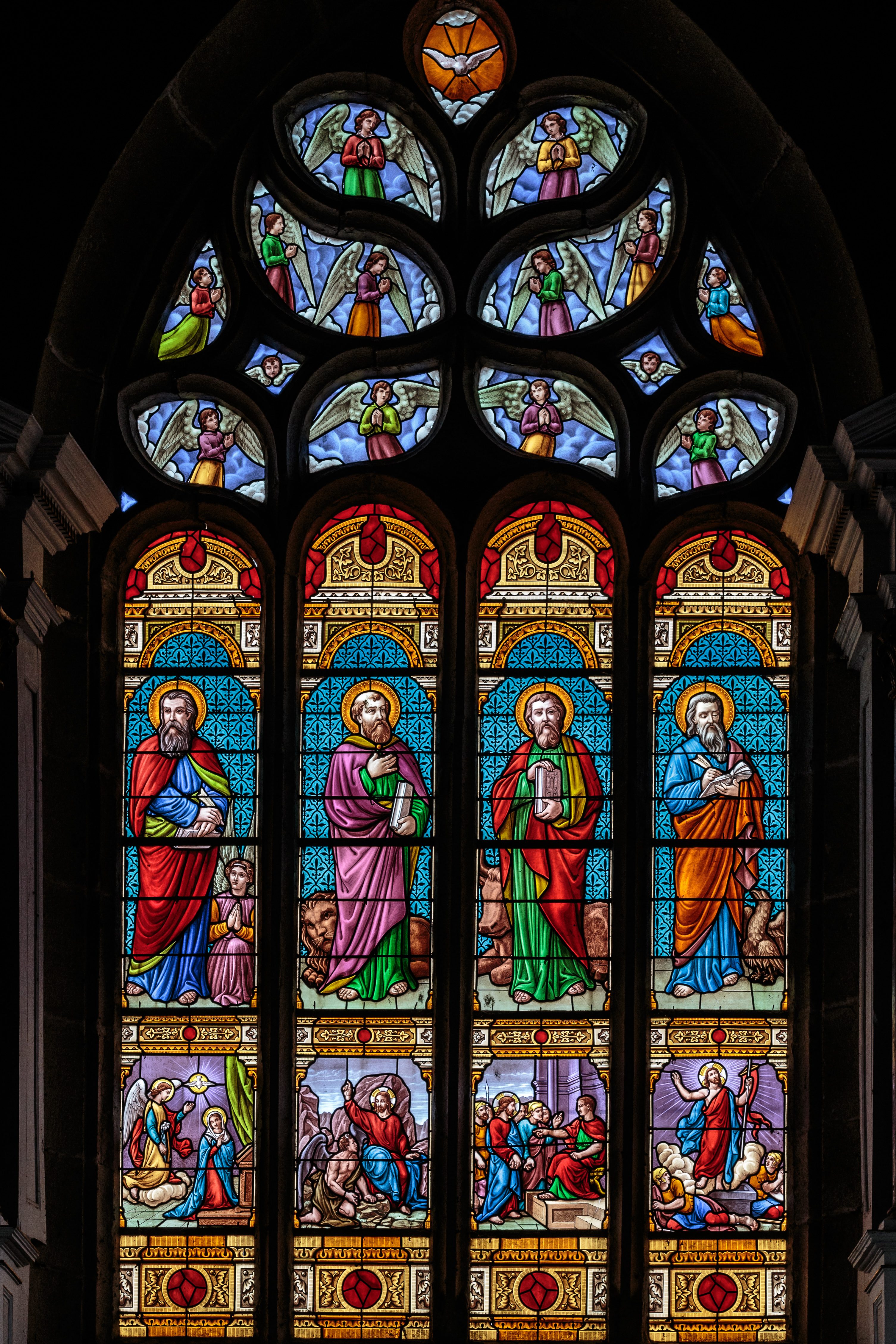
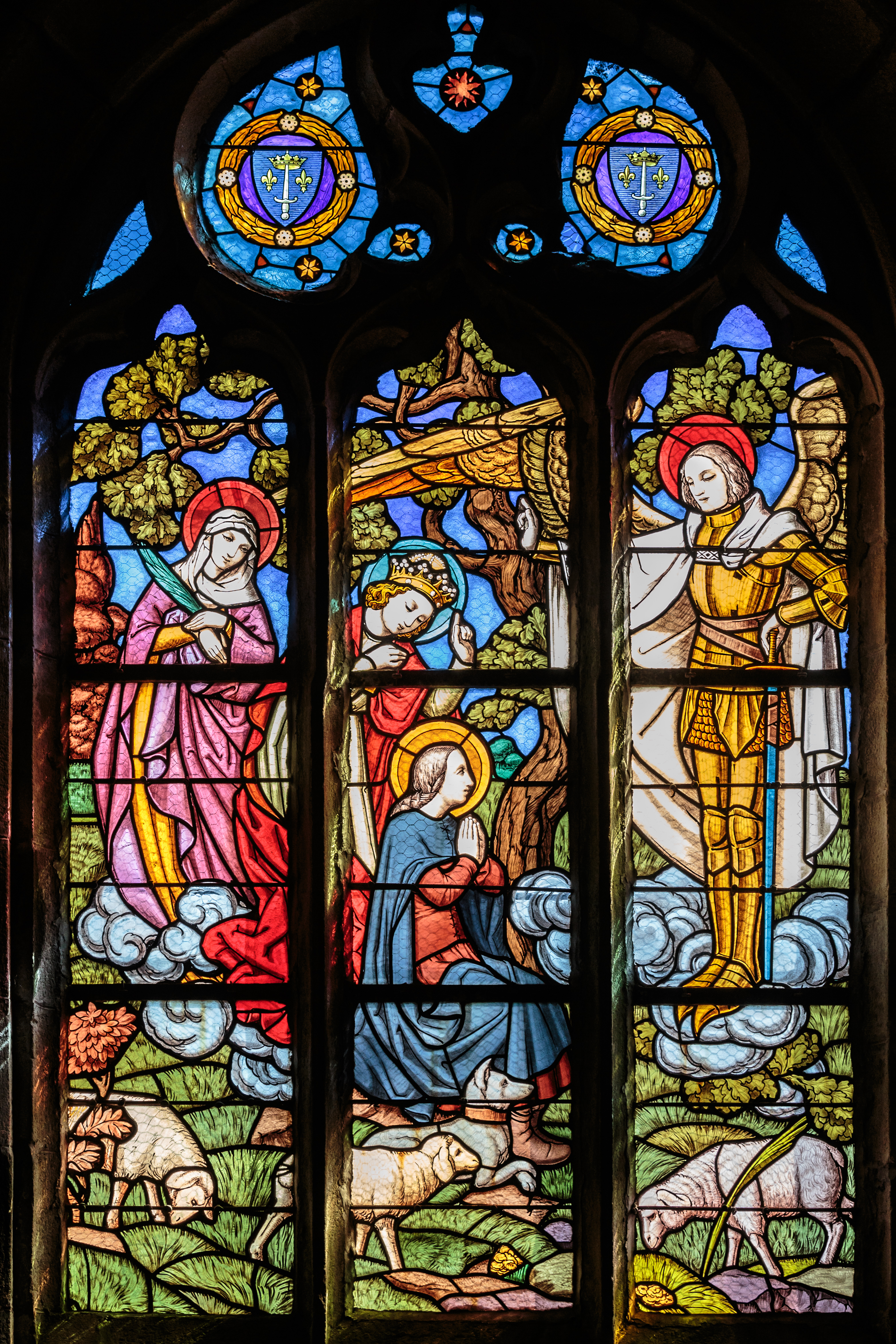
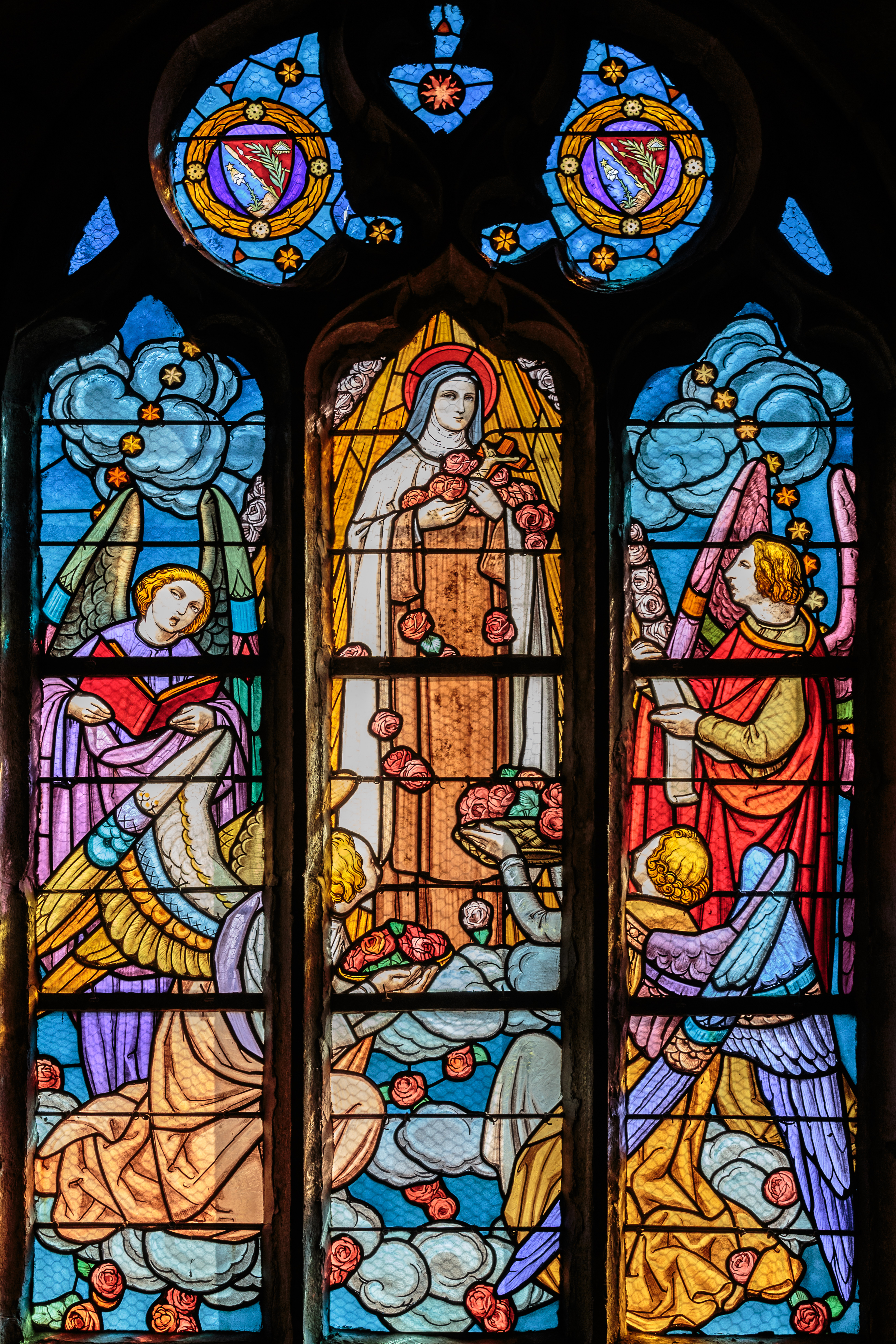

## Mobilier
- Fonts baptismaux du 15e ou 16e siècle
- Christ de pitié du 16e siècle